# Нёбдениц
Нёбдениц (нем. Nöbdenitz) — община в Германии, в земле Тюрингия.
Входит в состав района Альтенбург. Подчиняется управлению Оберес Шпроттенталь. Население составляет 935 человек (на 31 декабря 2010 года). Занимает площадь 10,01 км². Община подразделяется на 5 сельских округов.

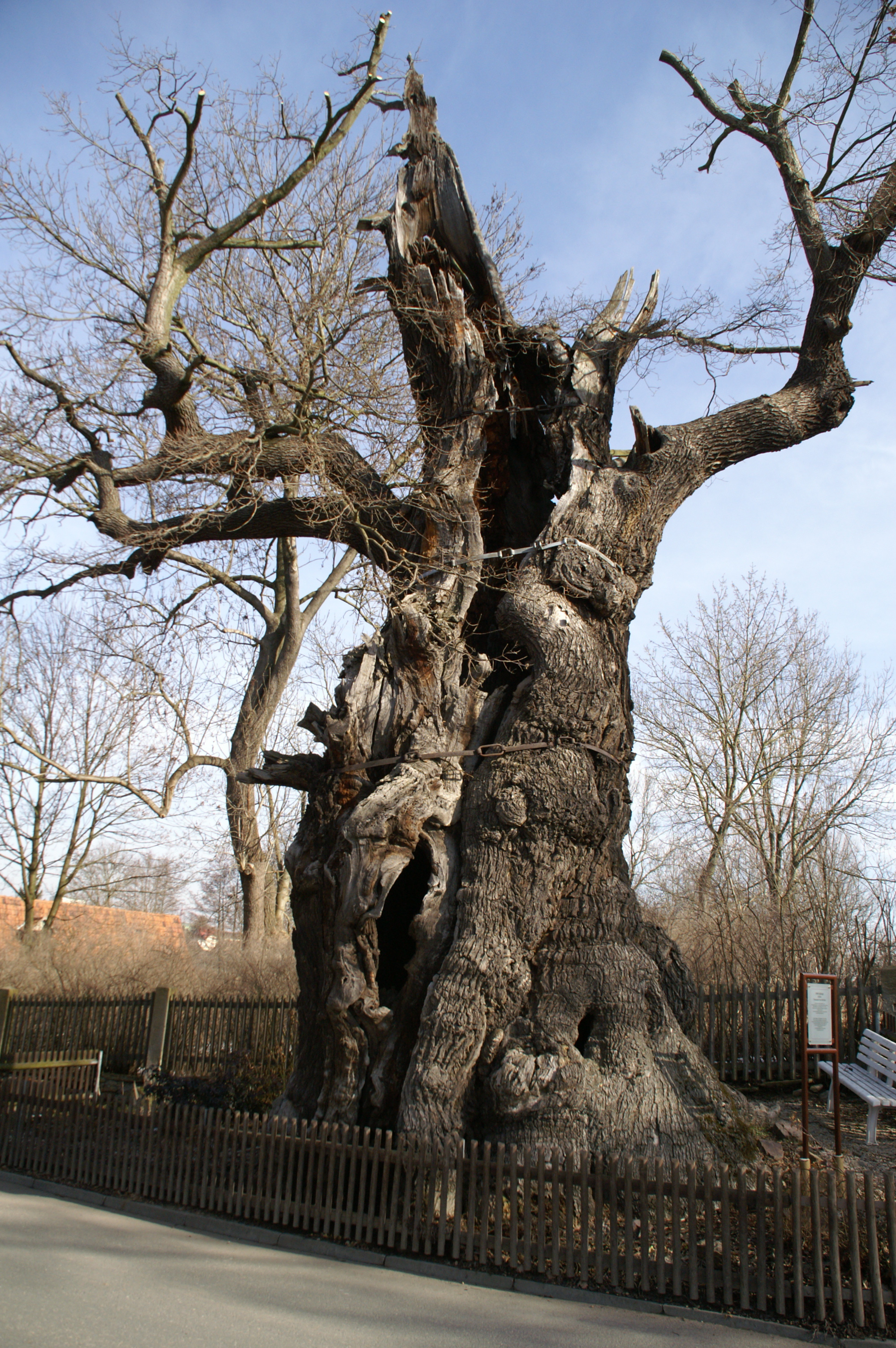
Нёбдениц